# Куровицька сільська рада
| Куровицька сільська рада — колишній орган місцевого самоврядування у Золочівському районі Львівської області з адміністративним центром у с. Куровичі. Історична дата утворення: в 1939 році. Сільській раді підпорядковані населені пункти: - с. Куровичі - с. Печенія - с. Солова |

## Склад ради
Рада складалася з 16 депутатів та голови.

### Керівний склад ради
| ПІБ                           | Основні відомості                                                                                          | Дата обрання | Дата звільнення |
| ----------------------------- | --- | ------------ | --------------- |
| Щур Оксана Василівна          | Сільський голова, 1957 року народження, освіта, позапартійна                                               | 26.03.2006   | 31.10.2010      |
| Чорнопис Володимир Васильович | Сільський голова, 1968 року народження, освіта незакінчена вища, член Всеукраїнського об'єднання «Свобода» | 31.10.2010   |                 |

Примітка: таблиця складена за даними джерела